# Stormyrtjärnen (Tärna socken, Lappland, 728811-147301)
Stormyrtjärnen är en sjö i Storumans kommun i Lappland och ingår i Umeälvens huvudavrinningsområde.